# Штаудингер, Отто
Отто Штаудингер (нем. Otto Staudinger; 2 мая 1830, Грос-Вюстенфельде — 13 октября 1900, Люцерн) — немецкий энтомолог и лепидоптеролог.

## Биография
В 1849—1854 годах изучал медицину и естественные науки в Берлине.
В 1859 году поселился в Дрездене, а в 1874 году переехал в Блазевиц. Здесь Штаудингер нашёл возможность удобно поместить свою громадную коллекцию, а также служащие для обмена и торговли материалы, и вскоре он настолько расширил свою торговлю насекомыми, что приобрёл всемирную известность и рассылал коллекционеров во все части света. При этом он и сам посетил много местностей, интересных в фаунистическом отношении, преимущественно же страны средиземноморской фауны. Как научно образованный энтомолог, Штаудингер был отличнейший знаток палеарктических бабочек. Многие из его статей помещены в «Трудах Русского Энтомологического Общества», почётным членом которого он состоял.
Громадное значение для энтомологии имело появление каталога Штаудингера: «Katalog der paläarctischen Lepidopteren» (1 издание в 1861 году, 2 издание в 1871 году, 3 издание, вместе с Ребелем, появилось после смерти Штаудингера в 1902 году), единственного в своём роде сочинения по полноте и богатству материалов, послуживших для его составления. Коллекция Штаудингера содержит типы Ледерера, Геррих-Шеффера, Аткинсона и других.